# Robert C. Jones
Robert Clifford Jones (Los Angeles, 30 marzo 1936 – Los Angeles, 1º febbraio 2021) è stato un montatore e sceneggiatore statunitense, vincitore di un premio Oscar per la migliore sceneggiatura originale per il film Tornando a casa.

## Biografia
Figlio del regista e montatore Harmon Jones, intraprese la stessa carriera del padre come montatore lavorando per i suoi primi due film, usciti entrambi nel 1963, Gli esclusi e Questo pazzo, pazzo, pazzo, pazzo mondo. In seguito si occupò del montaggio di altri film di fama internazionale come L'uomo della Mancha, Indovina chi viene a cena?, Love Story e Questa terra è la mia terra. Per questi ultimi tre Jones ottenne la candidatura all'Oscar al miglior montaggio.
Nel 1979 Jones vinse il premio Oscar per la sceneggiatura originale del film Tornando a casa (1978), premio che condivise con Nancy Dowd e Waldo Salt.
Il suo ultimo film da montatore fu Insieme per caso, uscito nel 2002.
Affetto dalla demenza da corpi di Lewy, morì nella sua casa a Los Angeles all'età di 84 anni il 1º febbraio 2021.

## Filmografia

### Montatore
- Gli esclusi (A Child Is Waiting), regia di John Cassavetes (1963)
- Questo pazzo, pazzo, pazzo, pazzo mondo (It's a Mad, Mad, Mad, Mad World), regia di Stanley Kramer (1963)
- Invito ad una sparatoria (Invitation to a Gunfighter), regia di Richard Wilson (1964)
- La nave dei folli (Ship of Fools), regia di Stanley Kramer (1965)
- Guai con gli angeli (The Trouble with Angels), regia di Ida Lupino (1966)
- Don't Worry, We'll Think of a Title, regia di Harmon Jones (1966)
- Tobruk, regia di Arthur Hiller (1967)
- The Tiger Makes Out, regia di Arthur Hiller (1967)
- Indovina chi viene a cena? (Guess Who's Coming to Dinner), regia di Stanley Kramer (1967)
- Lasciami baciare la farfalla (I Love You, Alice B. Toklas), regia di Hy Averback (1968)
- La ballata della città senza nome (Paint Your Wagon), regia di Joshua Logan (1969)
- Love Story, regia di Arthur Hiller (1970)
- Per 100 chili di droga (Cisco Pike), regia di Bill L. Norton (1972)
- I nuovi centurioni (The New Centurions), regia di Richard Fleischer (1972)
- L'uomo della Mancha (Man of La Mancha), regia di Arthur Hiller (1972)
- L'ultima corvé (The Last Detail), regia di Hal Ashby (1973)
- The Crazy World of Julius Vrooder, regia di Arthur Hiller (1974)
- Shampoo, regia di Hal Ashby (1975)
- Questa terra è la mia terra (Bound for Glory), regia di Hal Ashby (1976)
- Il paradiso può attendere (Heaven Can Wait), regia di Warren Beatty e Buck Henry (1978)
- Cercando di uscire (Lookin' to Get Out), regia di Hal Ashby (1982)
- Due volte nella vita (Twice in a Lifetime), regia di Bud Yorkin (1985)
- Non guardarmi: non ti sento (See No Evil, Hear No Evil), regia di Arthur Hiller (1989)
- Giorni di tuono (Days of Thunder), regia di Tony Scott (1990)
- Di coppia in coppia (Married to It), regia di Arthur Hiller (1991)
- L'infiltrato (Beyond the Law), regia di Larry Ferguson (1992) - film TV
- The Babe - La leggenda (The Babe), regia di Arthur Hiller (1992)
- Love Affair - Un grande amore (Love Affair), regia di Glenn Gordon Caron (1994)
- City Hall, regia di Harold Becker (1996)
- Bulworth - Il senatore (Bulworth), regia di Warren Beatty (1998)
- Pazzi in Alabama (Crazy in Alabama), regia di Antonio Banderas (1999)
- Insieme per caso (Unconditional Love), regia di P. J. Hogan (2002)

### Sceneggiatore
- Tornando a casa (Coming Home), regia di Hal Ashby (1978)
- Oltre il giardino (Being There), regia di Hal Ashby (1979) - non accreditato

## Premi e riconoscimenti
Premi Oscar
- 1964 - Candidatura al miglior montaggio per Questo pazzo, pazzo, pazzo, pazzo mondo
- 1968 - Candidatura al miglior montaggio per Indovina chi viene a cena?
- 1977 - Candidatura al miglior montaggio per Questa terra è la mia terra
- 1979 - Miglior sceneggiatura originale per Tornando a casa

Golden Globe
- 1979 - Candidatura alla miglior sceneggiatura per Tornando a casa

Writers Guild of America
- 1979 - Miglior sceneggiatura di un film drammatico per Tornando a casa

National Society of Film Critics Awards
- 1980 - Candidatura alla miglior sceneggiatura per Oltre il giardino

American Cinema Editors
- 1964 - Candidatura al miglior montaggio per Questo pazzo, pazzo, pazzo, pazzo mondo
- 1968 - Candidatura al miglior montaggio per Indovina chi viene a cena?
- 2014 - Premio alla carriera